# Holy Live
Albums de Angra
Freedom Call
(1996) Fireworks
(1998)
Holy Live est le premier disque live du groupe brésilien de heavy metal Angra.
À l'origine destiné à être un album live complet, le disque ne contient finalement que six titres, car la qualité de l'enregistrement du reste du concert ne permettait pas de faire un album entier.

## Liste des morceaux
1. "Crossing" – 1:55
2. "Nothing To Say" – 6:22
3. "Z.I.T.O" – 6:04
4. "Carolina IV" – 10:35
5. "Unfinished Allegro" – 1:14
6. "Carry On" – 5:03

## Formation
- Andre Matos (chant)
- Kiko Loureiro (guitare)
- Rafael Bittencourt (guitare)
- Luis Mariutti (basse)
- Ricardo Confessori (batterie)